# يونجالو (مراغة)
يونجالو هي قرية في مقاطعة مراغة، إيران. عدد سكان هذه القرية هو 66 في سنة 2006.